# Tramont-Saint-André
Tramont-Saint-André é uma comuna francesa na região administrativa de Grande Leste, no departamento de Meurthe-et-Moselle. Estende-se por uma área de 6,88 km². Em 2010 a comuna tinha 57 habitantes (densidade: 8,3 hab./km²).